# 카르마트파
카르마트파(아랍어: قرامطة, Qarāmita, 영어: Qarmatians)는 역사적으로 존재하였던 시아파의 소규모 이스마일파(7이맘파) 분파 집단이다. 주로 동부 아랍(알아흐사, الأحساء) 지역에 분포하였는데, 899년 이 지역에 유토피아적 공화국을 건설하였다. 사상은 기존의 이슬람 사상과는 크게 다른 형태를 띠었다. 이들은 샤리아의 폐지와 부정, 부활의 부정, 최후의 심판의 부정 등을 교리로 채택하고 있었다. 일반적으로는 시아파의 분파로 분류되지만, 사이드 알마으루프(마흐디)에게서 오류를 발견한 후 시아 이맘조차 거부하고 독자적인 진리로의 길을 추구하였다는 점에서는 아주 이질적이다.
정치적으로는 압바스 왕조에 대한 반란으로 유명하다. 카르마트파의 수장 아부 타히르(아랍어: ابوطاهر سلیمان الجنّابی 아부 타히르 술라이만 알잔나비[*])는 바레인에 카르마트파 공화국을 건설하고 압바스군과 전투를 벌여 여러 지역에서 승리를 거두었다. 까라미타의 군대는 일반 무슬림들을 공격하고 약탈하였으며, 순례객과 대상도 공격하였다. 930년에는 메카에서 흑석을 훔치고 카바를 파괴하였으며, 잠잠 우물에 무슬림의 시체를 던져 넣는 등의 신성 모독을 저질러 메카에 치욕을 안겼다. 카르마트파가 이런 난폭한 행위를 한 이유는 근본적으로 순례의 의무를 폐지시키고, 이슬람의 순례, 단식, 예배 등이 내적 의미만을 지니는 단순한 종교적 상징일 뿐이라는 이들의 사상을 행동으로 입증하기 위함이었다.
카르마트파는 강경한 채식주의를 고수하여 바클리야(al-Baqliyyah, 채소 상인)라고 불리기도 했다. 이들은 예멘, 바레인 등지에 11세기까지 남아 있었으나 차츰 쇠퇴하여 사라졌다. 카르마트파의 조직은 공산당 조직과 흡사했으며, 사회주의의 원시적 형태로 언급되기도 한다.

## 같이 보기
- 알아흐사
- 마즈다크교